# Discoelius longinodus
Discoelius longinodus är en stekelart som beskrevs av Sk. Yamane 1997. Discoelius longinodus ingår i släktet tapetserargetingar, och familjen Eumenidae. Inga underarter finns listade i Catalogue of Life.